# چیاکی کوری‌یاما
چیاکی کوری‌یاما (به ژاپنی: 栗山 千明) هنرپیشه، خواننده و مانکن ژاپنی است.
چیاکی کوری‌یاما در فیلم بیل را بکش، بخش ۱ در نقش گوگو یوباری، یک آزارگر-آزارخواه جنسی و محافظ ۱۷ ساله یاکوزایی اورن ایشی ظاهر شد.
او در سریال میخک در نقش ناتسو یوشیدا بازی کرده‌است.

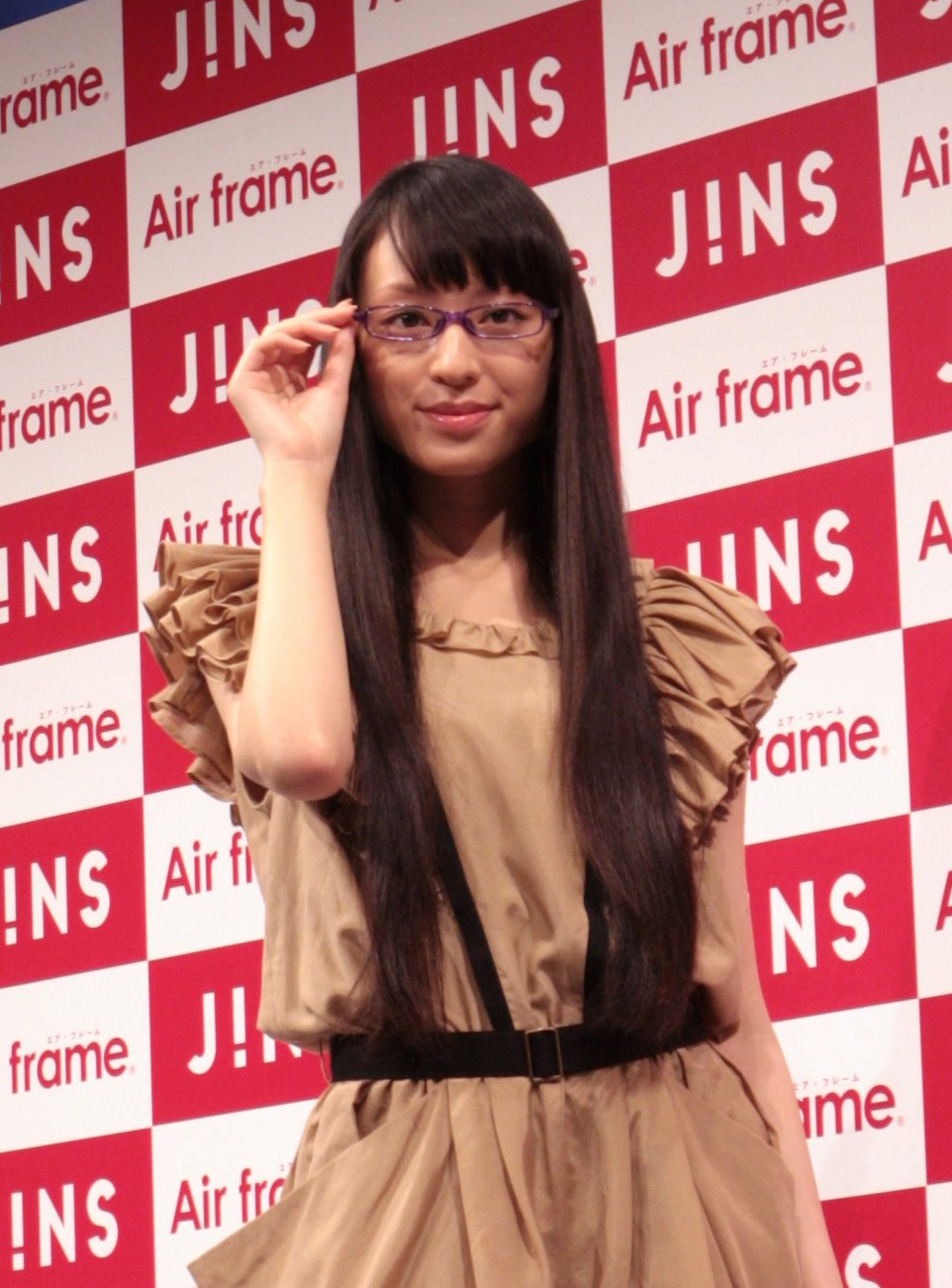
کوری‌یاما در یک گردهمایی در سال ۲۰۱۰